# Vincent Giret
Pour les autres membres de la famille, voir Famille Giret.
Vincent Giret est un journaliste politique français. Il a dirigé l’information et les sports de Radio France.

## Biographie

### Naissance et formation
Vincent Giret est né le 25 août 1961 à Berck-sur-Mer.
Il est historien de formation (Paris IV) et Licencié d'histoire et diplômé du centre de formation des journalistes (CFJ)

### Parcours professionnel
(avril 2020).
- 1986 : Vincent Giret commence sa carrière à Matin de Paris où il est reporter au service étranger comme correspondant au Caire[2],[3].
- 1994 : Il travaille ensuite à L'Expansion où il est successivement chef de service, rédacteur en chef, et directeur adjoint de la rédaction de 2000 à 2005[2].
- 2005 : Le Parisien comme directeur adjoint des rédactions[2],[3].
- 2007 : Lagardère Active comme directeur éditorial multimédia[2].
- 2008 : France 24 comme directeur de la rédaction[1],[3].
- 2010 : Libération comme directeur délégué de la rédaction[1],[3].
- 2013 : Le Monde comme directeur délégué des rédactions, jusqu'en 2014[1], rédacteur en chef au Monde[3], et directeur du Club de l’économie Le Monde[2]
- 2017 : directeur de France Info[3].
- 2021 : directeur de l’information et des sports de Radio France et membre du Comité exécutif[4],[3].
- 31 août 2023 : Il quitte Radio France[5],[3],[6].
- 2024 : 2050NOW Le Media (groupe Les Echos-Le Parisien) comme directeur général[7],[8],[9],[10],[11].

### Autres collaborations
- 2004 : animateur de l'émission Les grands débats du vendredi sur BFM-radio, jusqu'en 2007[2].
- 2007 : animateur de l'émission "Le Débat" sur la chaîne Public-Sénat, jusqu'en 2008[2].
- 2014 : chroniqueur économique sur France Info[2].
- 2016 : éditorialiste dans l'émission « Un jour dans le Monde »[2].

## Publications
- La Vie en rouge (Seuil, 1994, avec Ch. Duplan).
- Les vies cachées de DSK (Seuil, 2000, avec V. Le Billon)
- Vingt ans de pouvoir (Seuil, 2001, avec B. Pellegrin).